# الین (آلاباما)
الین (به انگلیسی: Eoline) یک منطقهٔ مسکونی در ایالات متحده آمریکا است که در شهرستان بیب، آلاباما واقع شده‌است. الین ۸۴٫۱۳ متر بالاتر از سطح دریا قرار دارد.